# Silviu Bindea
Silviu Bindea (24 de outubro de 1912 - 6 de março de 1992) foi um futebolista romeno que competiu nas Copa do Mundo FIFA de 1934 e de 1938.«Seleção Romena na Copa do Mundo FIFA de 1934». Fifa.com. Consultado em 13 de julho de 2010. Arquivado do original em 6 de julho de 2010</ref>